# 大锥剪股颖
大锥剪股颖（学名：Agrostis megathyrsa）为禾本科剪股颖属下的一个种。